# Nicolas Cornet
Nicolas Cornet, né le 12 octobre 1592 à Amiens et mort le 18 avril 1663 à Paris, était un théologien catholique français. Il fut un des principaux adversaires du jansénisme.

## Biographie
Fils de Jacques Cornet, sieur d'Hunval, de Coupel et de l'Angle, premier échevin d'Amiens, et d'Anne Rabasche, il fit ses études au collège des jésuites d'Amiens, passa le doctorat en théologie à l'Université de Paris en 1626, et devint bientôt président du collège de Navarre et syndic de la Sorbonne (faculté de théologie). C'est à ce titre qu'en 1649 il présenta devant l'assemblée de la Sorbonne sept propositions, deux tirées de la Fréquente Communion d'Antoine Arnauld et cinq de l'Augustinus de Jansénius. 
L'opposition fut forte parmi certains membres de la faculté qui, avec Saint-Amour en appelèrent au Parlement. Le janséniste De Bourseis publia ses Propositiones de gratiâ in Sorbonnæ facultate prope diem examinandæ, propositæ Cal. Junii 1649, et Arnauld ses Considérations sur l'entreprise faite par M. Cornet, syndic de la faculté, en l'assemblée de juillet 1649. Nicolas Cornet ne réussit pas moins à faire présenter au pape Innocent X, par l'Assemblée du clergé de 1650, une dénonciation des cinq propositions de l'Augustinus ; et le pape les condamna le 31 mai 1653. 
Décrié par des écrivains jansénistes comme Godefroy Hermant, Cornet était tenu en haute estime par Richelieu et Mazarin. Son éloge funèbre, prononcé par Bossuet, fait partie des Oraisons funèbres de Bossuet. Il ne laissa pas d'écrits, mais aurait collaboré avec Richelieu aux Méthodes de controverse.